# Hakka (genre)
Genre
Hakka est un genre d'araignées aranéomorphes de la famille des Salticidae.

## Distribution
Les espèces de ce genre se rencontrent en Asie de l'Est et à Hawaï. Hakka himeshimensis a été introduite aux États-Unis.

## Liste des espèces
Selon World Spider Catalog (version 18.5, 23/09/2017) :
- Hakka himeshimensis (Dönitz & Strand, 1906)
- Hakka rugosa (Suguro & Nagano, 2015)

## Publication originale
- Berry & Prószyński, 2001 : Description of Hakka, a new genus of jumping spider (Araneae, Salticidae) from Hawaii and East Asia. Journal of Arachnology, vol. 29, no 2, p. 201-204 (texte intégral).